# Times of Malta
Times of Malta, původně The Times, je anglickojazyčný psaný deník na Maltě. Byl založen v roce 1935 lordem a lady Stricklandovými a dcerou lorda Stricklanda Mabel, jež se stala první redaktorkou. Je nejstarším deníkem, který je na Maltě stále v oběhu. Má největší náklad ze všech maltských novin. Noviny v současnosti vydává Allied Newspapers Limited, která je ve vlastnictví Strickland Foundation, charitativního trustu založeného Mabel Stricklandovou v roce 1979. Počátky novin byly jasně politické, první číslo vyšlo ve spolupráci s britskou tajnou službou MI5, v době, kdy Itálie plánovala invazi do Habeše (která začala v říjnu téhož roku), a připojení k Itálii mělo na Maltě mnoho zastánců. Deník měl blízko k tehdejší probritské Konstitucionální straně (Partit Kostituzzjonali), jejímž předsedou Gerald Strikland ostatně byl. Avšak v průběhu doby se deník stal symbolem seriózní a objektivní žurnalistiky, strana jíž původně propagoval, ostatně zanikla v roce 1946, její nástupkyně pak roku 1953. Přesto zůstal součástí politických sporů na Maltě, je vnímán jako spíše pravicový a 15. října 1979 dokonce labourističtí demonstranti budovu redakce vypálili (tzv. „černé pondělí“). Nástup internetu sice tištěným novinám znesnadnil existenci, ale web Timesofmalta.com se stal nejen primárním zdrojem zpráv na Maltě, ale jedním z hlavních zpravodajských zdrojů ve Středomoří a vzhledem k užití velmi rozšířené angličtiny si získal dokonce jistý globální vliv.